# Peggy Mädler

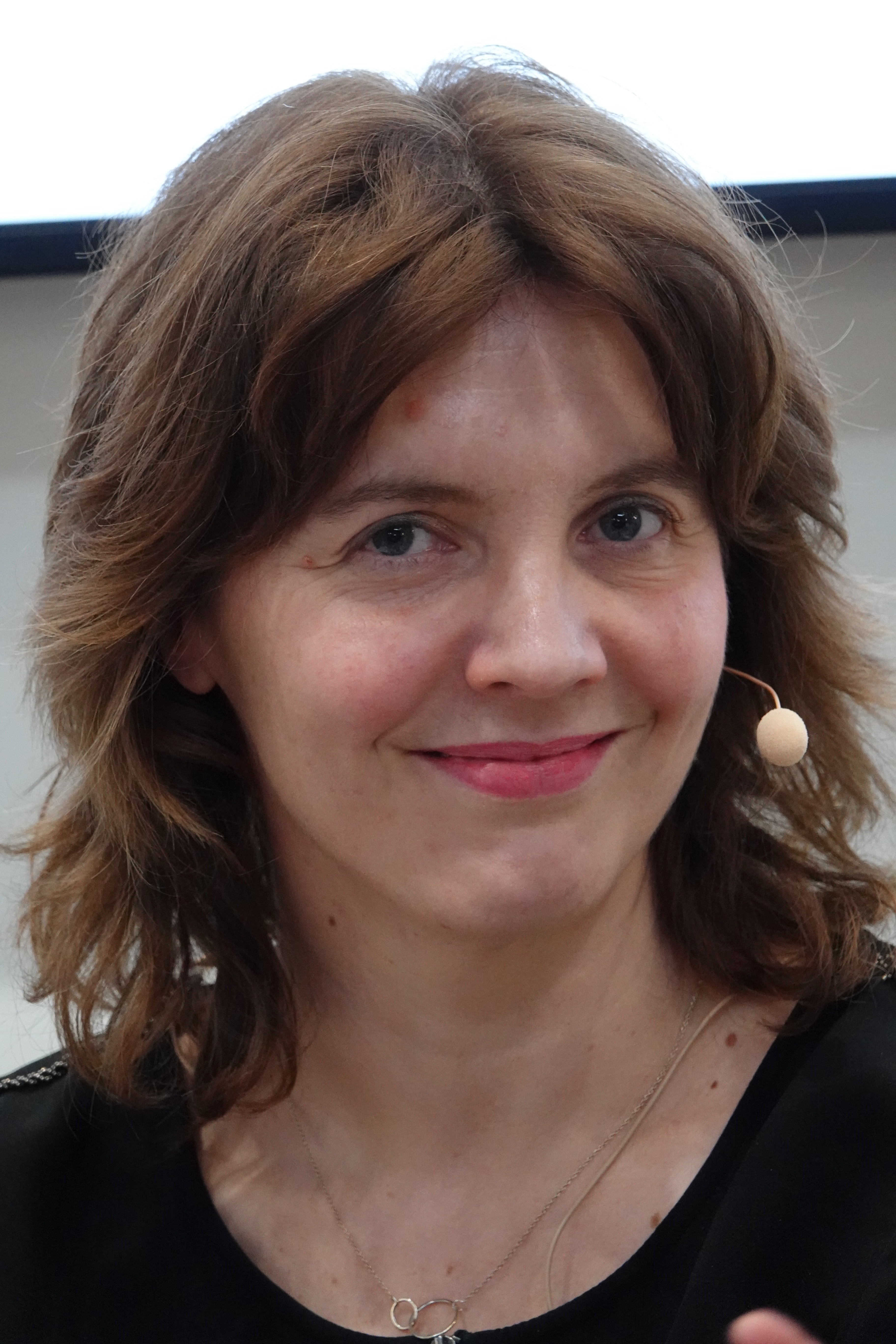
Peggy Mädler 2024

Peggy Mädler (* 1976 in Dresden) ist eine deutsche Dramaturgin, Regisseurin und Schriftstellerin.

## Leben
Peggy Mädler studierte in Berlin Theater-, Erziehungs- und Kulturwissenschaft. 2008 wurde sie als Kulturwissenschaftlerin promoviert. Im Jahr 2007 gründete sie zusammen mit Julia Schleipfer die Künstlerformation „Labor für kontrafaktisches Denken“. Sie erhielt verschiedene Stipendien, u. a. von der Heinrich-Böll-Stiftung, dem Künstlerdorf Schöppingen, der Akademie der Künste (ein Alfred-Döblin-Stipendium) und dem Berliner Senat.
Ihr Roman Wohin wir gehen handelt von Familien und Freundschaften zwischen Brno, Liberec und Berlin von den 1930er Jahren bis heute.
Im Jahr 2019 wurde Mädler der Fontane-Literaturpreis der Fontanestadt Neuruppin und des Landes Brandenburg verliehen.
Peggy Mädler lebt und arbeitet in Berlin.

## Werke
- mit Bianca Schemel: Sie lebt für ihre Arbeit. Die schöne Arbeit. Gehen sie an die Arbeit. Die Inszenierung von Arbeit und Geschlecht in Dramatik und Spielfilm der DDR. (Diss.) Berlin 2009 (Digitalisat)
- Legende vom Glück des Menschen. Berlin 2011, ISBN 978-3-86971-032-7.
- Wohin wir gehen. Galiani; Berlin 2019, ISBN 978-3-86971-186-7.
- Annett Gröschner, Peggy Mädler, Wenke Seemann: Drei ostdeutsche Frauen betrinken sich und gründen den idealen Staat. Carl Hanser Verlag, 2024, ISBN 978-3-446-27984-1 (320 S.).